# Macrolepiota rhacodes
Macrolepiota rhacodes (rachodes) (Carlo Vittadini, 1835, ex Singer,  1951), sin. Chlorophyllum rhacodes (Carlo Vittadini) ex Else C. Vellinga, 2002) sau Lepiota rachodes (Carlo Vittadini) ex Lucien Quélet, 1872)  denumită în popor burete șerpesc șofrăniu, de asemenea pălărie solzoasă, ciupercă cu solzi, în diferite regiuni și parazol, este o specie saprofită de ciuperci comestibile din încrengătura Basidiomycota în familia Agaricaceae de genul Macrolepiota actual Chlorophyllum. Ea se poate găsi în România, Basarabia și Bucovina de Nord adesea după o ploaie puternică de vară, prin luminișuri în păduri de conifere, mai rar de foioase precum la marginea lor, în grădini, parcuri, cimitire, pajiști economice și pășuni, preferând soluri bogate în nutrienți și îmbogățite cu azot, din iunie până în noiembrie.

## Taxonomie

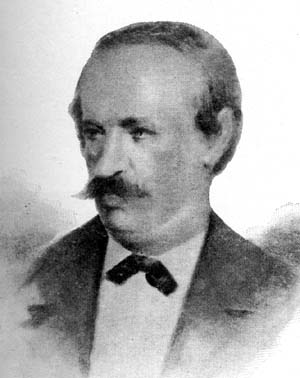
C. Vittadini

Buretele a fost descris pentru prima dată ca Agaricus rhacodes de micologul italian Carlo Vittadini în cartea sa Descrizione dei funghi mangerecci più comuni dell'Italia e de'velenosi che possono co'medesimi confondersi din 1835. În anul 1872, marele savant francez Lucien Quélet a redenumit specia în Lepiota rachodes. Fiind ca parasolul o ciupercă mare, micologul german Rolf Singer i-a dat și ei numele generic Macrolepiota.
Micologa olandeză Elsa Vellinga a decis în 2002 că cele trei soiuri de Macrolepiota rachodes (inclusiv otravitoarele M. olivieri și M. brunneum care nu se dezvoltä în Europa) ar fi foarte diferite unul de celălalt și ar trebui să fie trei specii. Cercetările au convins-o că sunt din punct de vedere morfologic și genetic mai strâns legate de genul Chlorophyllum decât de Macrolepiota. Totuși, clasificarea buretelui în genul Chlorophyllum nu este prea plauzibilă. Nu numai că nu are asemănare exterioară cu ciupercile acestui gen, mai mult, acele au cu toate, ca și tipul de specie Chlorophyllum molibdites (vezi dreapta), o pulbere de spori verde, iar ciuperca aici descrisă spori albi. Ea este cunoscută în România nu numai sub denumirea Macrolepiota, ci mai ales sub taxonul Lepiota, dat de Quel. în 1872. După ce toate cărțile cu prestigiu denumesc specia sub taxonul Macrolepiota rhacodes (dar și o mulțime de articole pe internet) acest articol se ține pentru moment cu privirea la denumirea ei de acele.

## Descriere

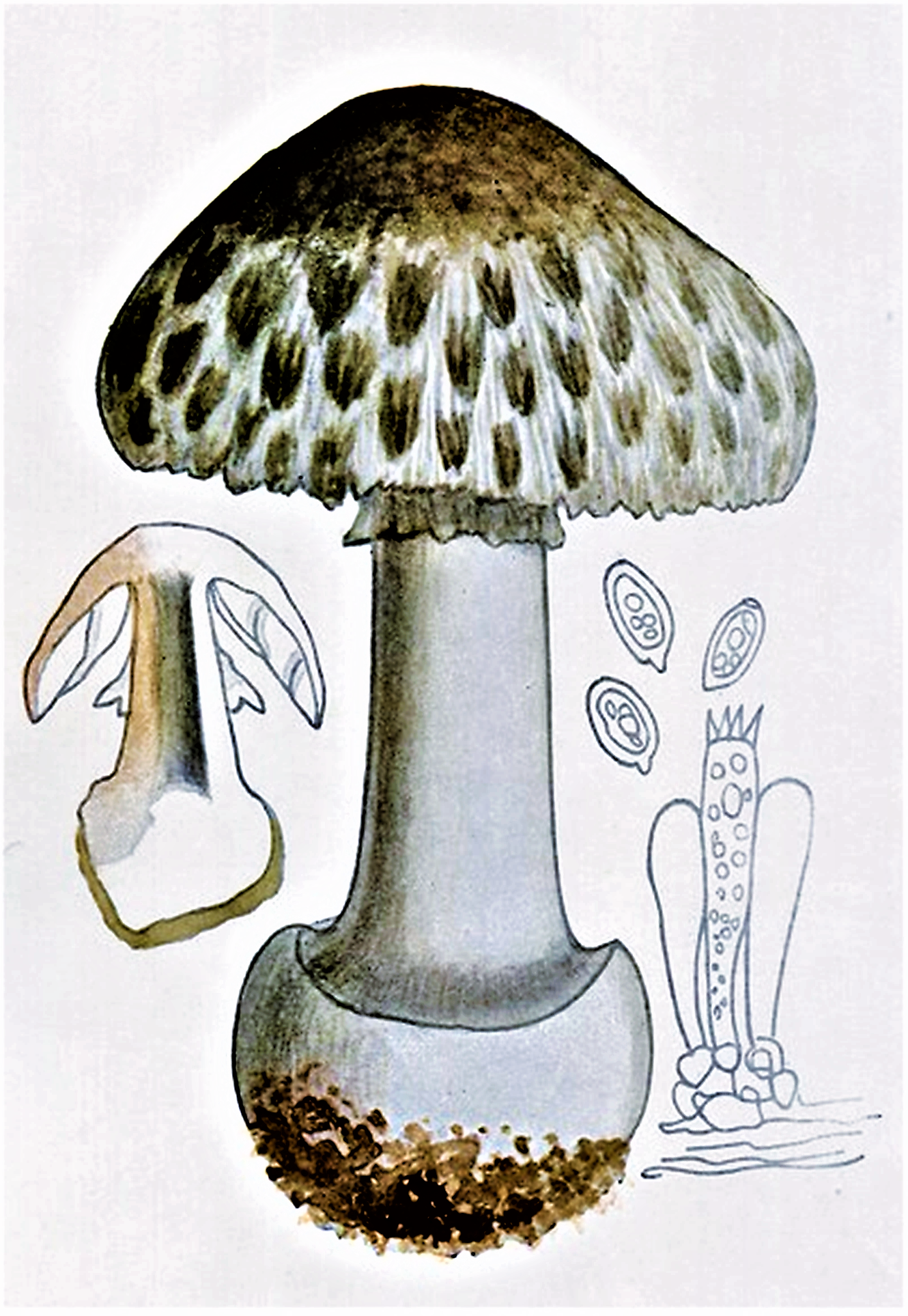
Bres.: L. rhacodes

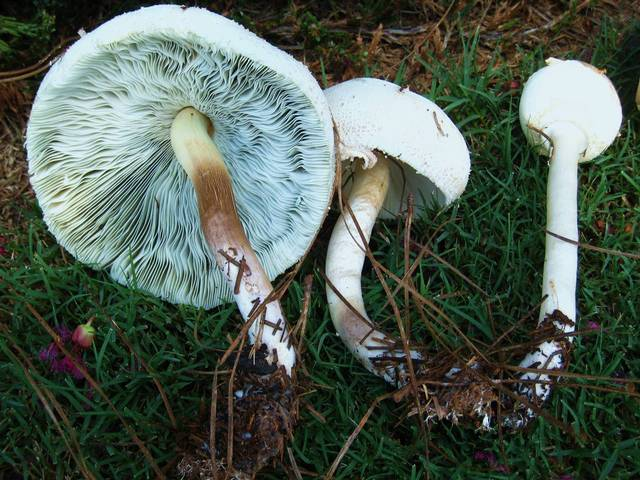
Chlorophyllum molybdites

Ordinul Agaricales este de diversificare foarte veche (între 178 și 139 milioane de ani), începând din timpul perioadei geologice în Jurasic în diferență de exemplu cu genul Boletus (între 44 și 34 milioane de ani).
- Pălăria: are un diametru de 10-15 (20) cm, este cărnoasă, la început sferică, aproape rotundă cu marginile răsucite spre interior, apoi întinsă, având la maturitate aspectul unei umbrele desfășurate, dar fără cocoș. Cuticula albicioasă sau brun deschisă, este, cauzat vălului parțial, acoperită cu solzi groși poligonali, lânoși de un ocru palid peste gri-brun până la brun-roșiatic sau castaniu (dar mereu mai închiși decât cuticula), rămânând în centru netedă și de aceiași culoare cu solzii.
- Lamelele: sunt aglomerate, înghesuite, neregulate, bulboase, libere, de culoare albicioasă care se decolorează la atingere (în special muchiile) mai întâi roșu murdar și la scurt timp după schimbă însă brun murdar.
- Piciorul: are o lungime de 10-15 cm, și o grosime în tinerețe de peste 3 cm, apoi de numai 1-2 cm, fiind cilindric, fibros, neted și neșerpuit, împăiat până gol și de culoare albă sau palid maro, la bătrânețe brun închisă. Baza este evident bulboasă, dar neînvăluită. Prezintă un inel dublu, robust, membranos, păros la margine și la maturitate mobil care este alb-cenușiu în partea superioară  și brun-roșiatic în cea inferioară.
- Carnea: este fragedă și puțin dură, în pălărie moale, în picior fibroasă și tare, fiind de culoare albă care se schimbă la tăiere imediat în șofrăniu, mai târziu maroniu. Carnea are un miros aromatic, puternic de ciuperci, precum un gust de aluni.
- Caracteristici microscopice: are spori elipsoidali, hialini (translucizi), cu un por de germen și au o mărime de 10–15 × 6–7,5 microni. Pulberea lor este albă.[6][7]
- Reacții chimice: Buretele se colorează cu anilină repede roșu, apoi violet, cu Hidroxid de potasiu cu lactofenol albicios murdar, cu sulfat de fier verde deschis și cu tinctură de Guaiacum măsliniu închis.[15]

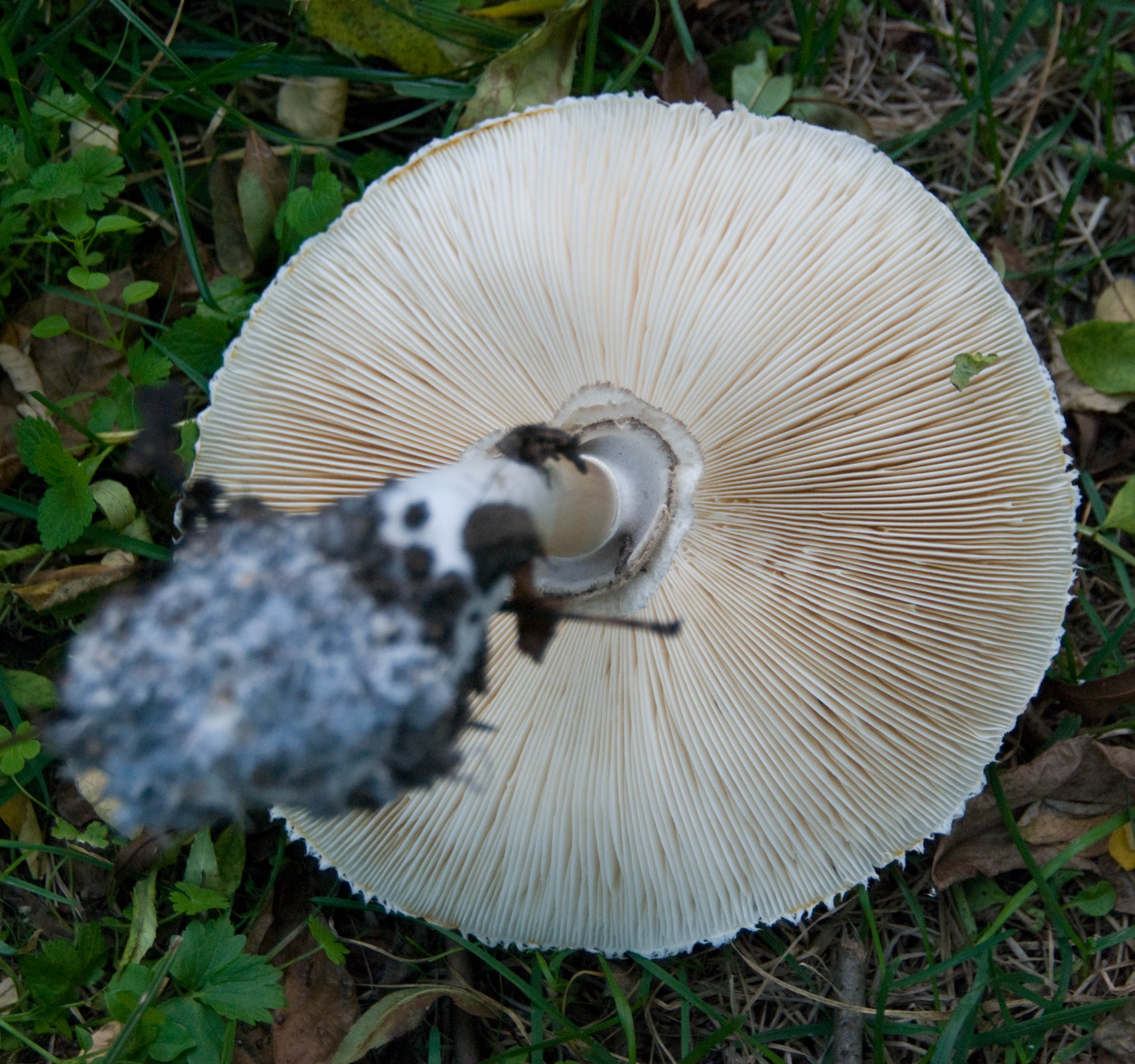
M. rhacodes, lamele și picior
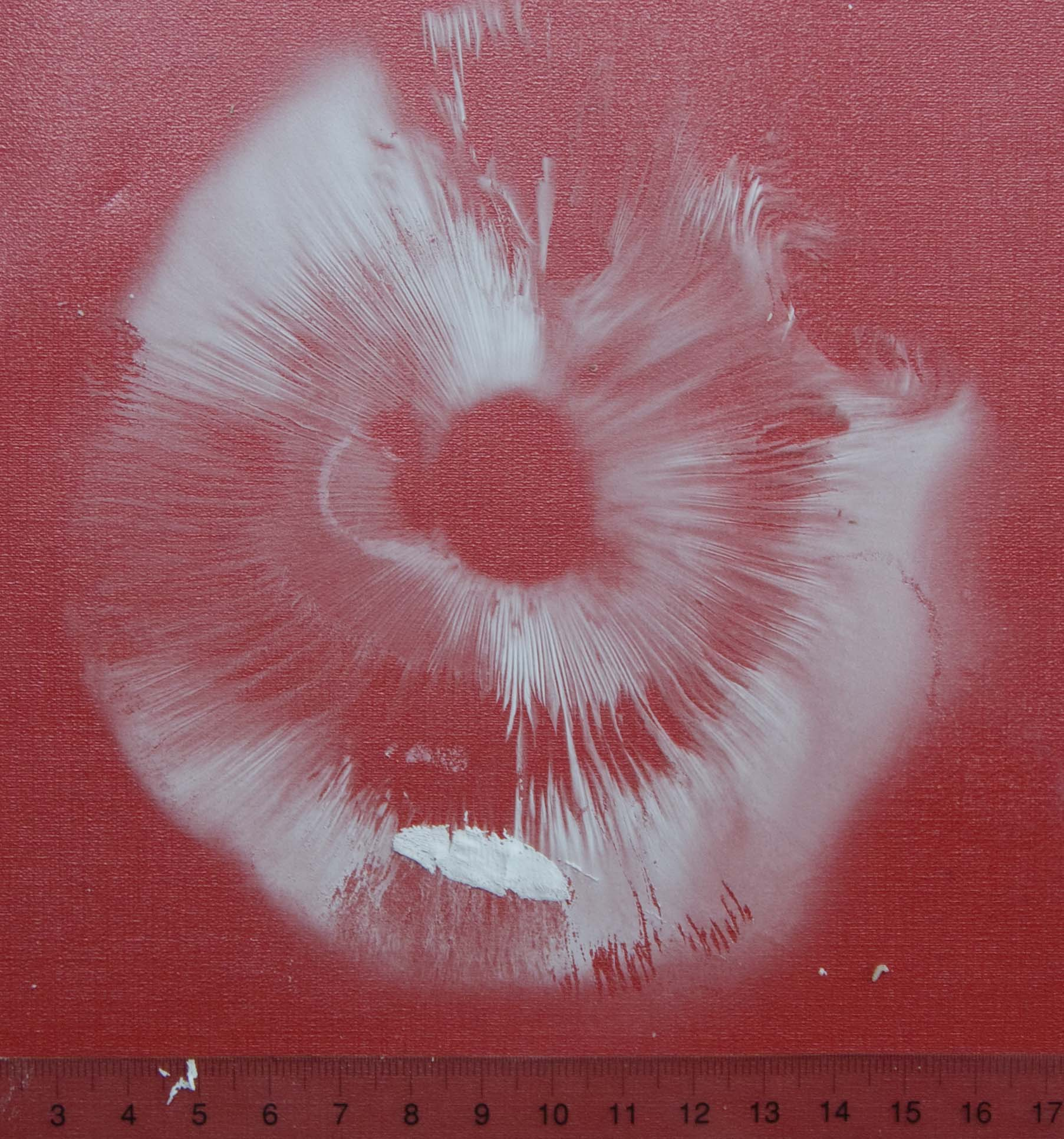
M. rhacodes, spori
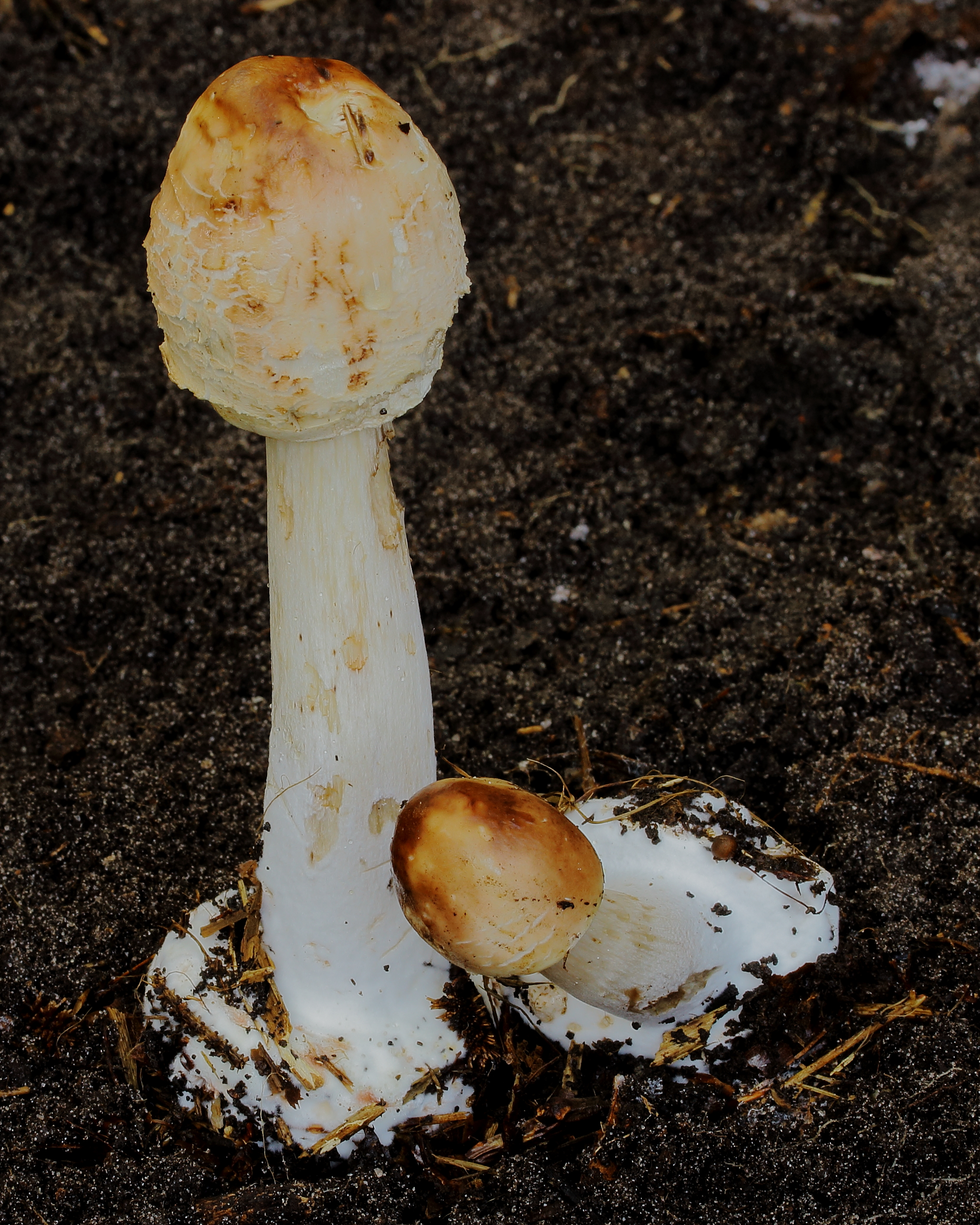
M. rhacodes foarte tineri
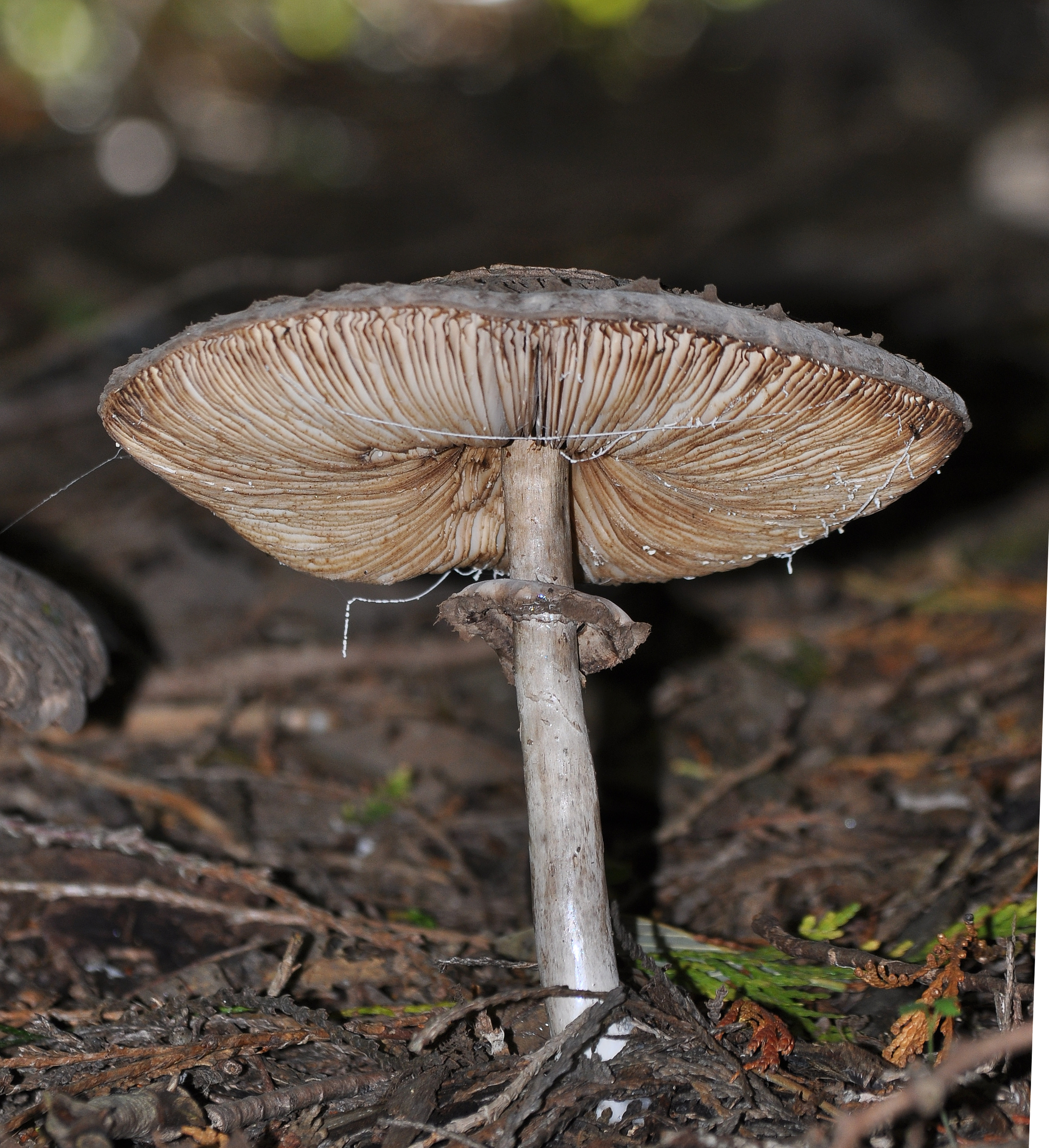
M. rhacodes bătrân
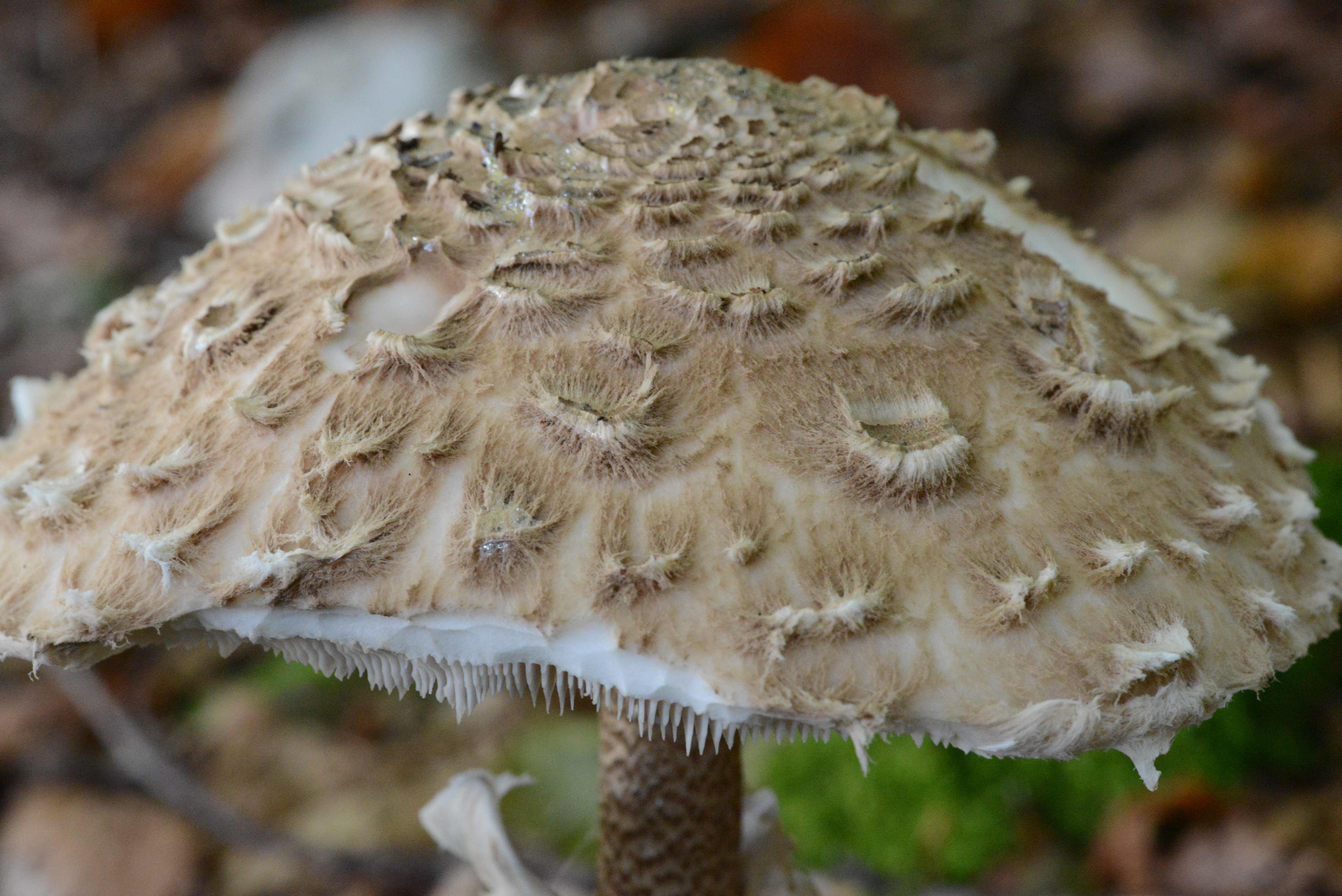
M. rhacodes mai închis
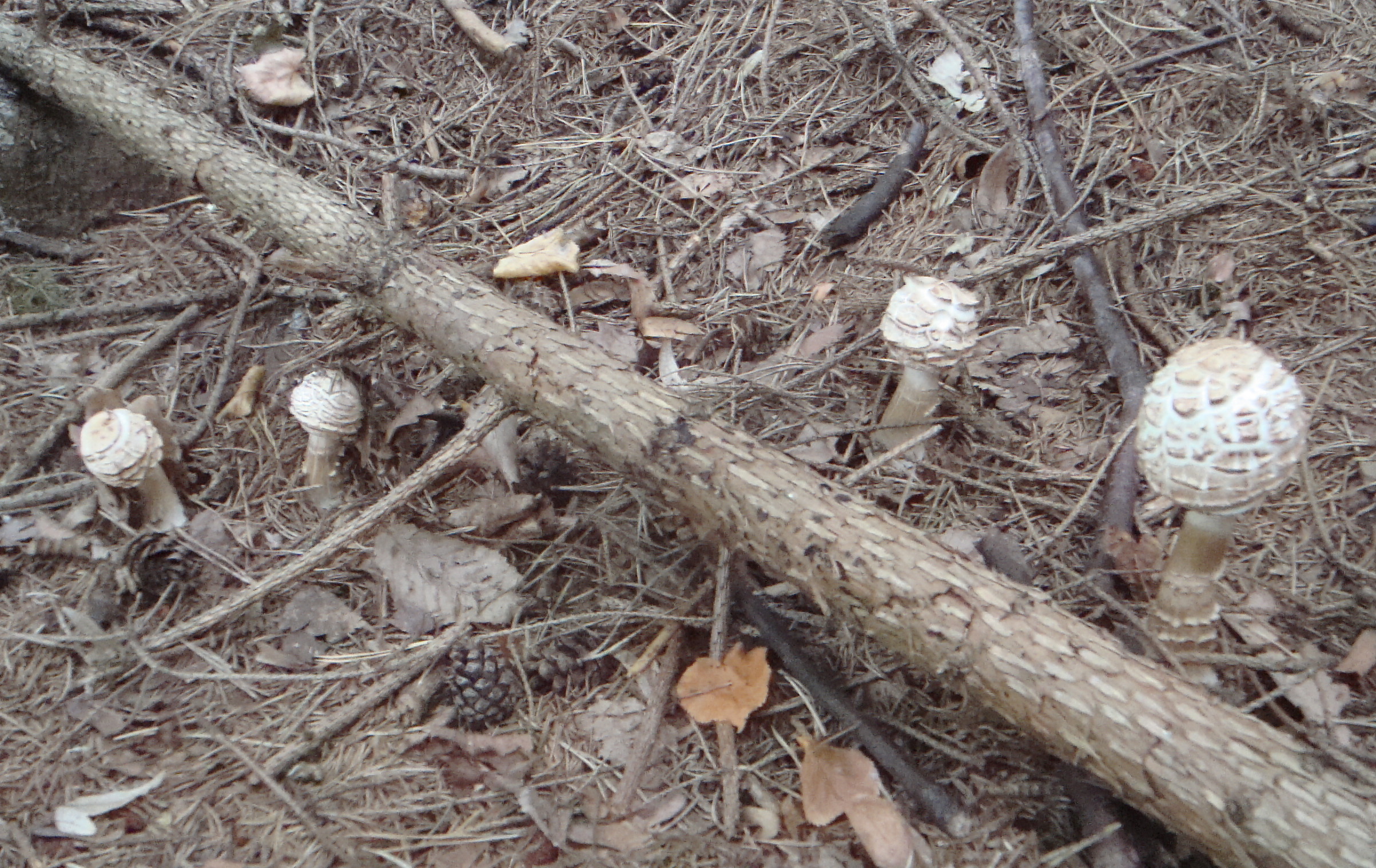
M. rhacodes cerc de vrăjitoare

## Confuzii
Există mai mulți bureți comestibili, dar de asemenea otrăvitori, din genul Macrolepiota sau Lepiota, care pot fi confundați cu buretele șofrăniu, în special în tinerețe. Cu excepția gemenul său toxic Macrolepiota venenatum (otrăvitor, mai mare, crește în mănunchiuri niciodată în sau  la margini de pădure, inel simplu,  la tăiere roșiatic până brun, miros nu prea plăcut, ceva mucegăios), ciupercile toxice aparțin cu toate soiului Lepiota și sunt, plin dezvoltate, mai mici. Exemple: Lepiota aspera (otrăvitor), Lepiota clypeolaria (otrăvitor), Lepiota felina (otrăvitor), Lepiota helveola (otrăvitor), Lepiota ignivolvata (comestibil), Lepiota haematosperma sin. Leucocoprinus Badhamii (comestibil), Lepiota naucina (comestibil), Macrolepiota affinis (comestibil), Macrolepiota excoriata  (comestibil), Macrolepiota gracilenta (comestibil), Macrolepiota mastoidea (comestibil), Macrolepiota olivascens (comestibil), Macrolepiota permixta (comestibil), Macrolepiota procera (comestibil), Macrolepiota puellaris (comestibil), sau Macrolepiota umbonata (comestibil).

## Specii asemănătoare

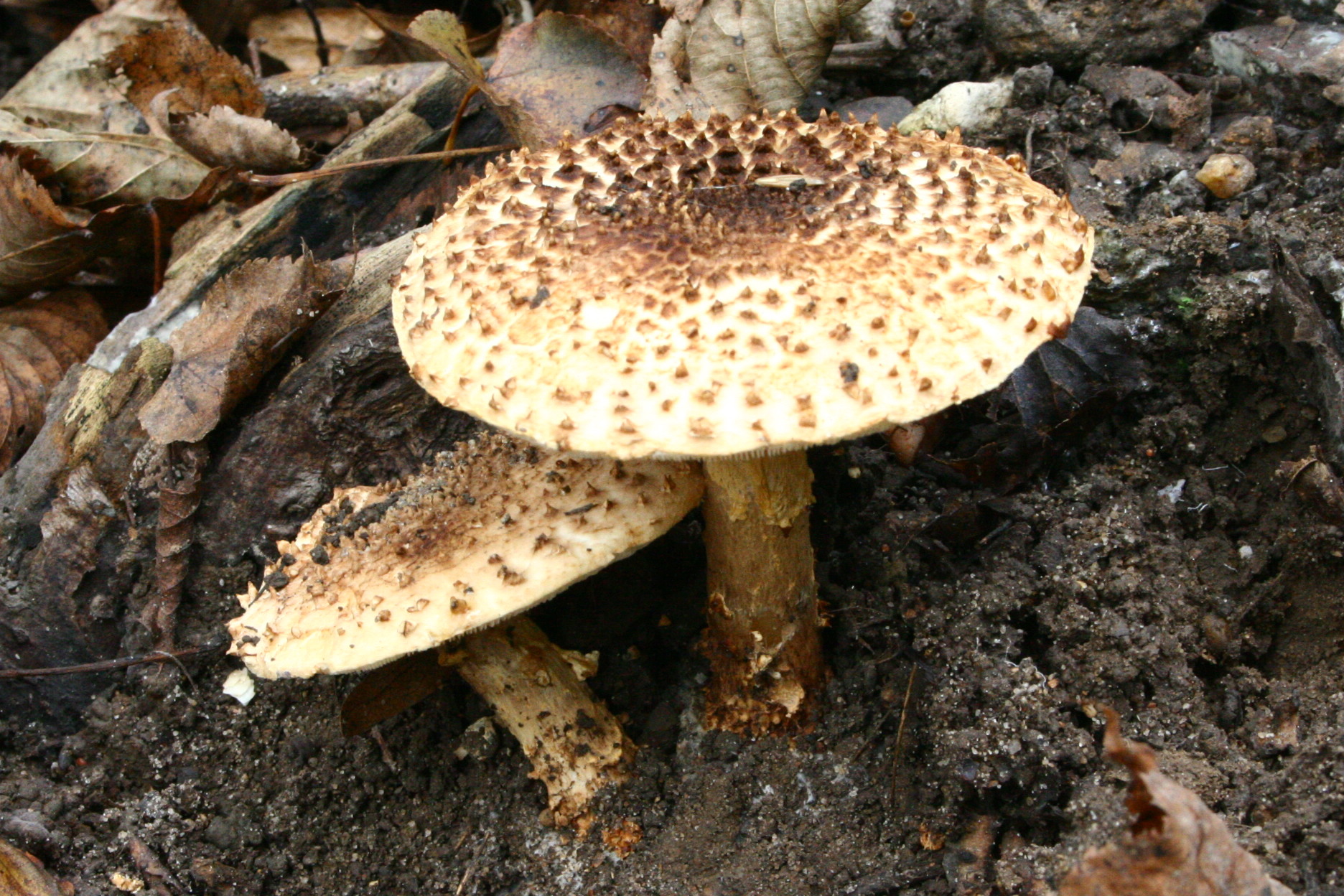
!! Lepiota aspera !!
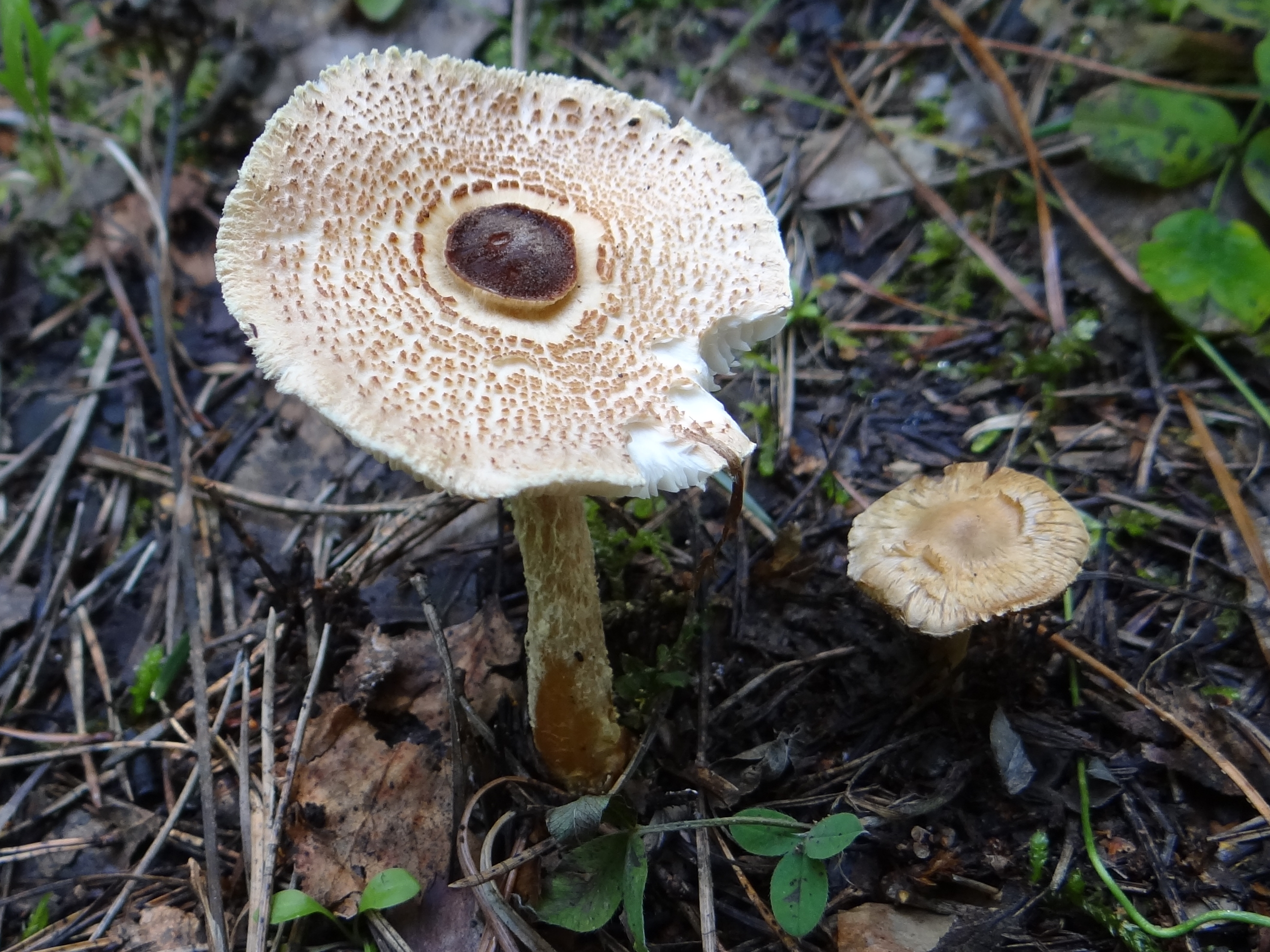
!! Lepiota clypeolaria !!
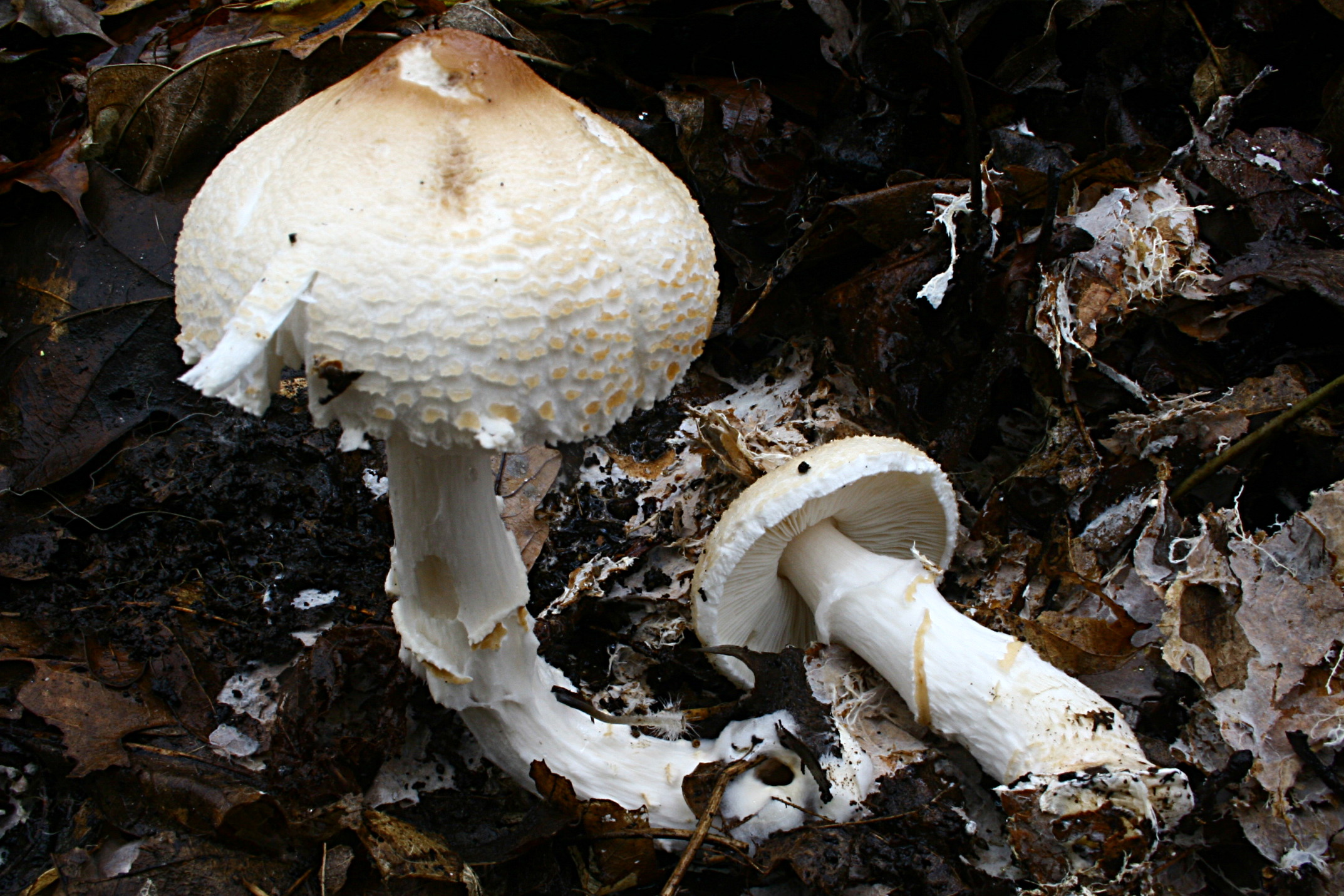
Lepiota ignivolvata
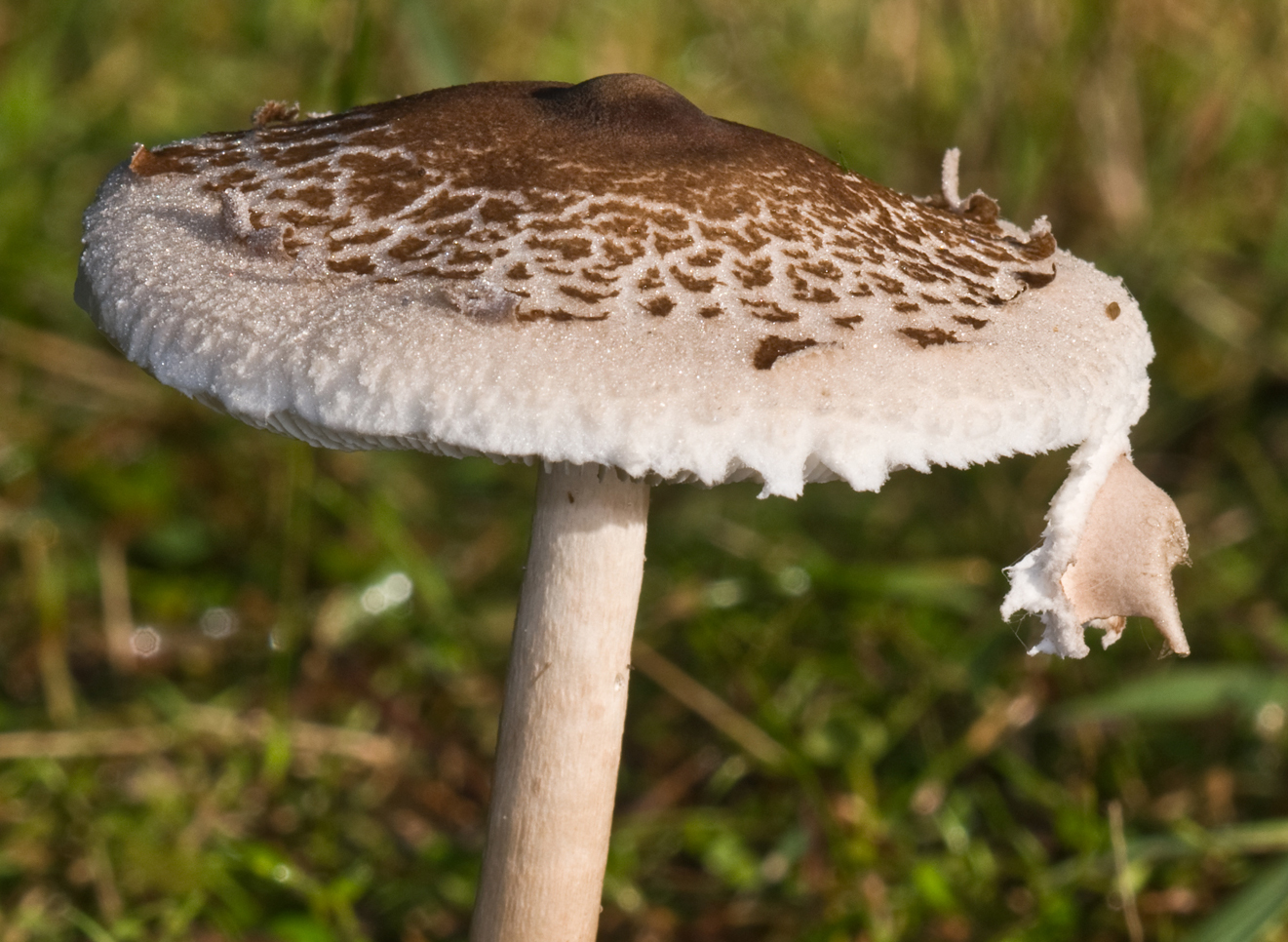
Macrolepiota clelandii
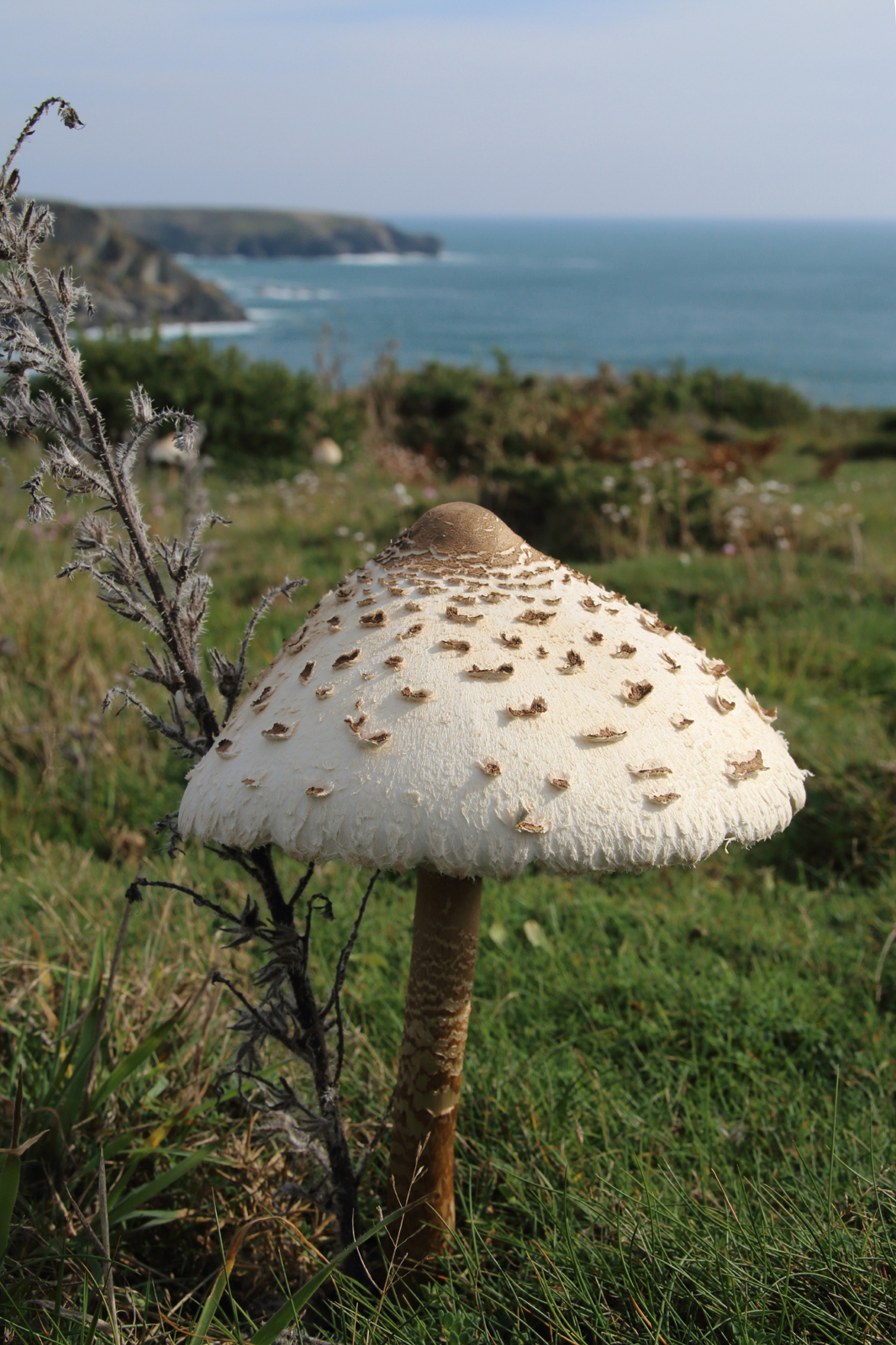
Macrolepiota excoriata
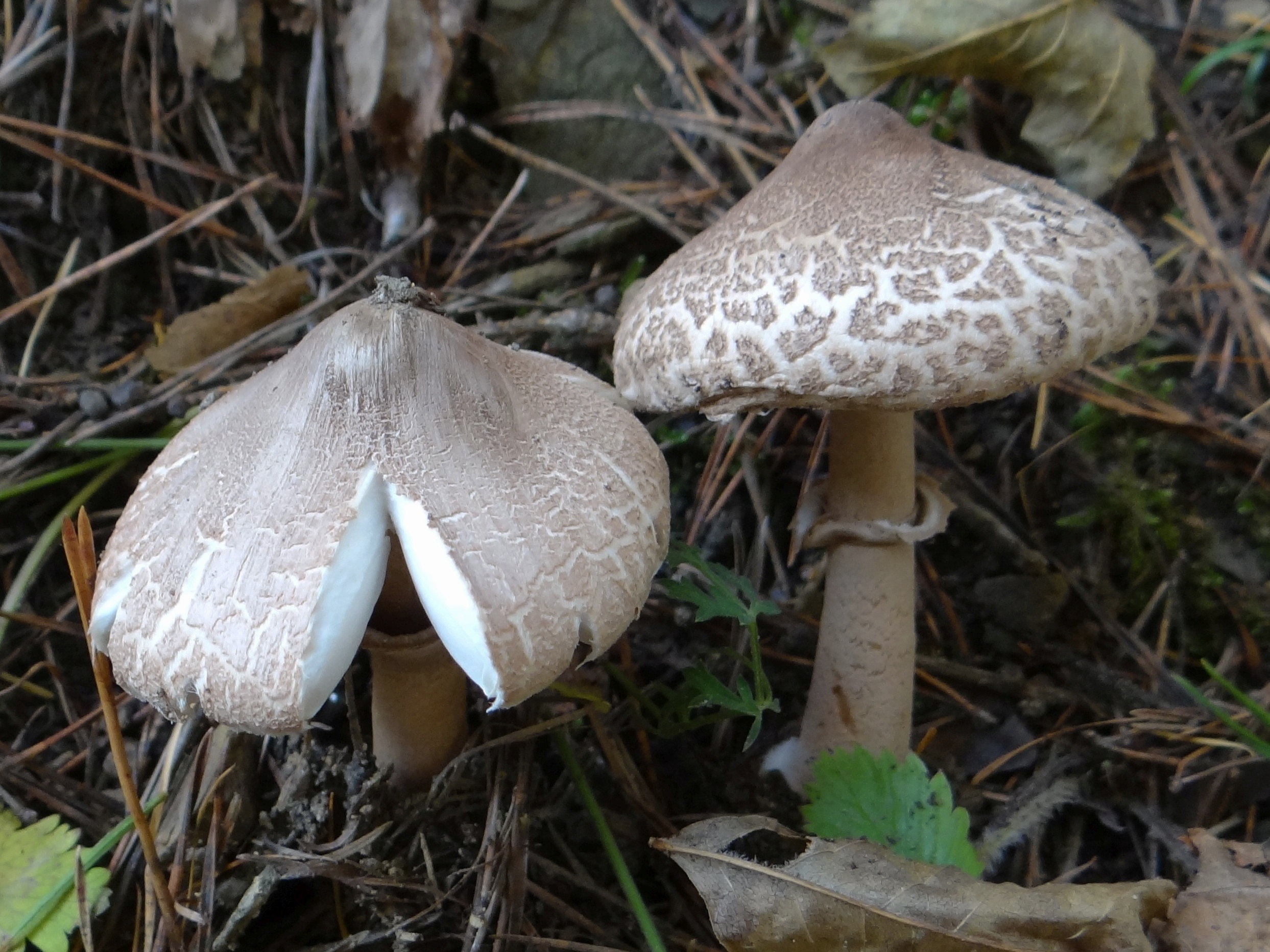
Macrolepiota mastoidea
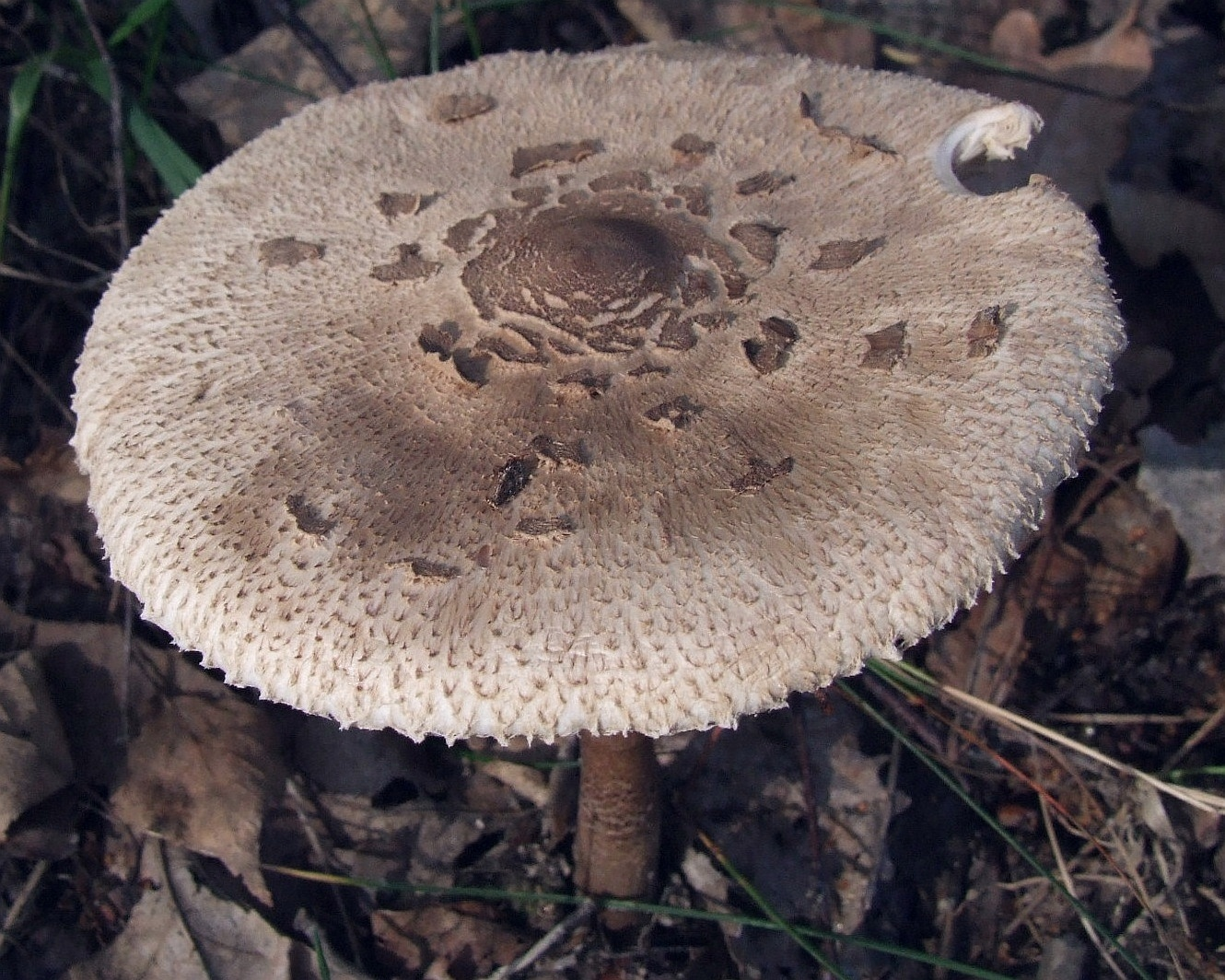
Macrolepiota konradii
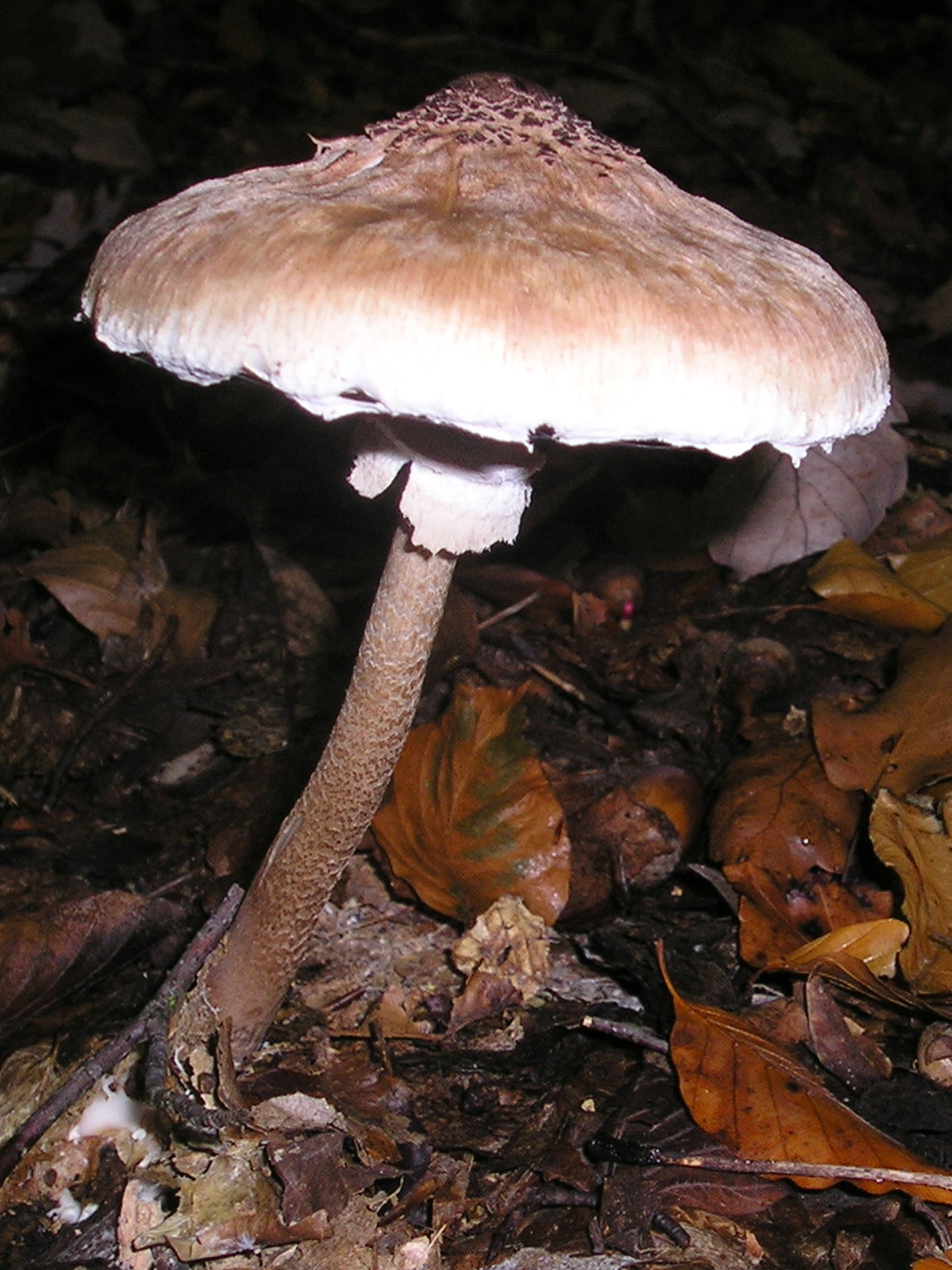
Macrolepiota procera
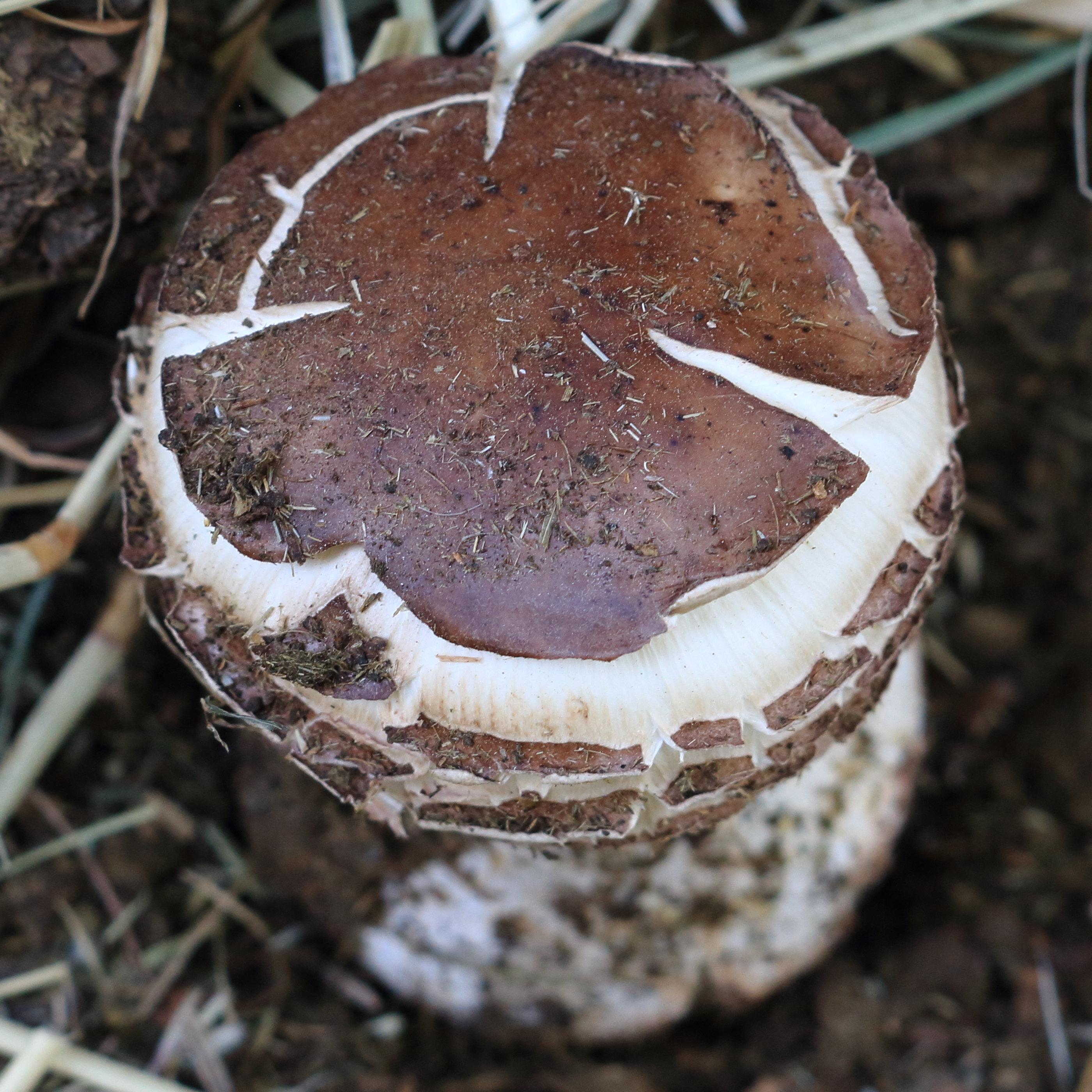
!!Macrolepiota venenata!!

## Valorificare
Pălăria șarpelui șofrăniu este, ingerată în stadiu tânăr, o ciupercă, gustoasă care poate fi preparată, conservată sau uscată ca ruda ei apropiată, parasolul, fiind chiar de același nivel culinar ridicat, în folosirea pulberii buretelui uscat pentru asezonarea de sosuri chiar mai aromatică.